# Ethan Vernon
Ethan Vernon (Bedford, 26 augustus 2000) is een Engels baan- en wegwielrenner. Hij komt op de weg uit namens Israel-Premier Tech.
In 2018 werd Vernon tweede op de achtervolging tijdens de wereldkampioenschappen baanwielrennen voor junioren. Twee jaar later behaalde hij een tweede plaats op de 1km tijdrit tijdens de Europese kampioenschappen baanwielrennen in Plovdiv.

## Palmares

### Wegwielrennen
2019
 Brits kampioenschap tijdrijden, beloften
2021
4e etappe Ronde van de Toekomst
2022
5e etappe Ronde van Catalonië
Proloog en 1e etappe Ronde van Slowakije
2023
Trofeo Palma - Palma
1e en 2e etappe Ronde van Rwanda
1e etappe Ronde van Romandië
Proloog Ronde van Duitsland
Puntenklassement Ronde van Duitsland
2024
1e etappe Ronde van de Alpes-Maritimes
Puntenklassement Ronde van Groot-Brittannië
3e en 4e etappe Ronde van Guangxi
Puntenklassement Ronde van Guangxi
2025
2e etappe Ronde van Catalonië

#### Resultaten in voornaamste wedstrijden
| Jaar | Ronde van Italië | Ronde van Frankrijk | Ronde van Spanje |
| ---- | ---------------- | ------------------- | ---------------- |
| 2022 |                  |                     |                  |
| 2023 |                  |                     |                  |
| 2024 | opgave           |                     |                  |
| 2025 |                  |                     |                  |

| Jaar | Milaan-San Remo | Nokere Koerse |
| ---- | --------------- | ------------- |
| 2022 |                 | 11e           |
| 2023 |                 | 48e           |
| 2024 | 90e             |               |
| 2025 |                 | 97e           |

#### Resultaten in kleinere rondes
| Jaar | UAE Tour | Tirreno-Adriatico | Ronde van Catalonië | Ronde van Romandië | Critérium du Dauphiné | Ronde van Guangxi |
| ---- | -------- | ----------------- | ------------------- | ------------------ | --------------------- | ----------------- |
| 2022 | 82e      |                   | 92e (1)             | opgave             |                       |                   |
| 2023 |          |                   |                     | 94e (1)            | 107e                  |                   |
| 2024 |          | 83e               |                     |                    |                       | 55e               |
| 2025 |          |                   | (1)                 |                    |                       |                   |

### Baanwielrennen
| Jaar   | BK                                                  | EK                   | WK                                | OS                                        | NC                              | Overig                                                                 |
| Junior | Junior                                              | Junior               | Junior                            | Junior                                    | Junior                          | Junior                                                                 |
| ------ | --------------------------------------------------- | -------------------- | --------------------------------- | ----------------------------------------- | ------------------------------- | ---------------------------------------------------------------------- |
| 2017   | 1km tijdrit · achtervolging · puntenkoers · scratch |                      |                                   |                                           |                                 |                                                                        |
| 2018   | achtervolging · koppelkoers                         |                      | achtervolging                     |                                           |                                 |                                                                        |
| Elite  |                                                     |                      |                                   |                                           |                                 |                                                                        |
| 2017   | koppelkoers                                         |                      |                                   |                                           |                                 |                                                                        |
| 2018   | koppelkoers · ploegenachtervolging                  |                      |                                   |                                           | Londen: · ploegenachtervolging  | Gemenebestspelen: 4e ploegenachtervolging                              |
| 2019   | ploegenachtervolging                                |                      |                                   |                                           |                                 |                                                                        |
| 2020   | ploegenachtervolging · scratch                      | 1km                  |                                   |                                           |                                 | Troféu Litério Augusto Marques: koppelkoers                            |
| 2021   |                                                     |                      | ploegenachtervolging              |                                           |                                 | Track Cycling Challenge: afvalling omnium scratch                      |
| 2022   |                                                     |                      | ploegenachtervolging · afvalkoers |                                           | Glasgow: · ploegenachtervolging | Gemenebestspelen: · ploegenachtervolging · 4e scratch · 7e 1km tijdrit |
| 2023   |                                                     | ploegenachtervolging | afvalkoers                        |                                           |                                 |                                                                        |
| 2024   |                                                     | ploegenachtervolging |                                   | Olympische Spelen: · ploegenachtervolging |                                 |                                                                        |

## Ploegen
- 2022 –  Quick Step-Alpha Vinyl
- 2023 –  Soudal-Quick Step
- 2024 –  Israel-Premier Tech
- 2025 –  Israel-Premier Tech

Alaphilippe  · Asgreen · Bagioli · Ballerini · Cattaneo · Cavagna · Cavendish · Černý · Declercq · Devenyns · Evenepoel  · Honoré · Jakobsen  · Keisse · Knox · Lampaert · Masnada · Mørkøv · Schmid · Sénéchal · Serry · Steels · Steimle · Štybar · Svrček (vanaf 1/7) · Van Lerberghe · Van Tricht · Van Wilder · Vansevenant · Vernon · Vervaeke · Raccani (stagiair)
Alaphilippe · Asgreen · Bagioli · Ballerini · Cattaneo · Cavagna · Černý · Declercq · Devenyns · Evenepoel    · Hirt · Jakobsen  · Knox · Lampaert · Masnada · Merlier · Mørkøv · Pedersen · Schmid · Sénéchal · Serry · Steimle · Svrček · Van Lerberghe · Van Tricht · Van Wilder · Vansevenant · Vernon · Vervaeke
Ackermann · Bennett · Blackmore (vanaf 3/5) · Boivin · Clarke · Einhorn · Frigo · Froome · Fuglsang · Gee · Hofstetter · Hollyman · Houle · Kogut · Neilands · Pickrell · Raisberg · Riccitello · Sagiv · Schultz · Schwarzmann · Sheehan · Stewart · Strong · Teuns · Van Asbroeck · Vernon · Williams · Woods · Würtz Schmidt · Zabel (tot 2/5) · Brown (stagiair)
- Gemeinsame Normdatei: 130012301X
- Virtual International Authority File: 1589169321721038640009